# Mother Town Hall
Albums de Bill Pritchard
A Trip to the Coast
(2014) Midland Lullabies
(2019)
Mother Town Hall est le 9e album studio de Bill Pritchard, sorti en 2016.

## Titres
Toutes les chansons sont écrites et composées par Bill Pritchard et Tim Barshaw sauf September Haze : Bill Pritchard/Tim Barshaw/Mike Rhead.
| 1.          | Saturn and Co.        | 2 min 54 s |
| 2.          | Mont St. Michel       | 3 min 23 s |
| 3.          | My first Friendship   | 4 min 4 s  |
| 4.          | Vampire from New York | 4 min 31 s |
| 5.          | 15A Holy Street       | 3 min 42 s |
| 6.          | Déjà Vu Boutique      | 3 min 47 s |
| 7.          | Heaven                | 4 min 13 s |
| 8.          | September Haze        | 3 min 17 s |
| 9.          | Lilly Anne            | 3 min 24 s |
| 10.         | Victorious            | 3 min 15 s |
| 11.         | Mother Tongue         | 4 min 57 s |
| 12.         | The Lamplighter       | 3 min 46 s |
| 45 min 13 s |                       |            |

## Crédits musiciens
- Guitares : Bill Prichard, Tim Bradshaw, Mike Rhead
- Claviers : Tim Bradshaw
- Basses : Mike Rhead, Remy LaPlage
- Banjo : Mike Rhead
- Piano : Bill Pritchard
- Percussions : Liam Bradley
- Batterie : Liam Bradley
- Trombone : Vincent Aubert
- Trombone basse : Vincent Aubert
- Trompette : Pierre-Marie Humeau
- Bugle : Pierre-Marie Humeau
- Cordes : The Burslem String Quartet
- Chœurs : Bill Pritchard, Tim Bradshaw, Alice Pritchard, Mike Rhead

## Production
- Producteur : Tim Bradshaw
- Enregistrement :

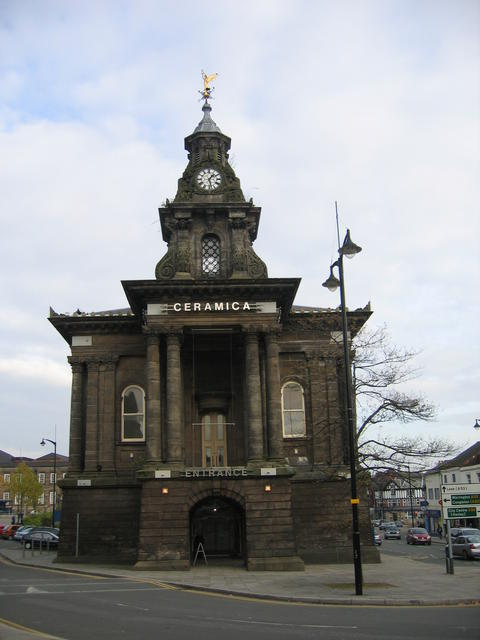
Ancien hôtel de ville (The Old Town Hall) et ex musée « Ceramica » de Burslem. « L'ange d'or » qui orne son sommet illustre le recto de la pochette de l'album

  - The Lakeside Lodge à Burslem (Angleterre)
  - The Seclusary à Donegal (Irlande)
  - Session cuivres enregistrée par Jeff Rondeau à Deauville (France)
- Mixage par Tim Bradshaw et Roo Pigott :
  - The Lakeside Lodge à Burslem (Angleterre)
  - Ashville/Singapour
  - The Surgery à Berlin (Allemagne)
- Formats : CD réf. 4015698001242, vinyle-LP réf. 4015698001259, MP3.
- Pochette : design par Cooper, photos de Cooper et Mike Rhead
- Label : Tapete Records (de), Hambourg (Allemagne).
- Éditions : Tapete Music
- Droits réservés : GEMA (Allemagne).
- Date de sortie : 26 février 2016

## Accueil
- (en) AllMusic [1],[2] : « Mother Town Hall, discret trésor de l'entraînant auteur-compositeur-interprète anglais, est une corne d'abondance pop victorienne retentissante, débordante d'esprit, de chaleur et d'éternelles mélodies. Ceux qui étaient charmés par A Trip to the Coast en 2014 le seront en grande partie ici aussi, Pritchard continue d'explorer sa mine de ressources instrumentales et de Swinging London pour offrir les pépites pop les plus pures qu'il peut découvrir. Le resplendissant Saturn and Co. prépare le terrain avec un récit particulièrement typique, le protagoniste Pritchard ne peut faire autrement tant il est doué de savoir-faire ».
- (en) Babysue[3],[2] : « Mother Town Hall est susceptible d'être accueilli par ceux-là mêmes qui ont reçu à bras ouverts A Trip to the Coast. Plus que tout autre artiste, la musique de Bill nous rappelle à bien des égards Les Pêcheurs de perles… principalement en raison de sa pop généralement exemplaire et de ses textes méditatifs. S'il y a un seul mot que nous utiliserions pour décrire cet album ce mot serait… sincère. C'est une production tellement éloignée d'une grande partie de ce déferlement calculé qui passe pour de la musique pop en 2016. On aime particulièrement parmi tous les titres sans anicroches, les séduisants Saturn and Co., Vampire from New York, Lilly Anne (notre préférée), et The Lamplighter ».
- (fr) Les Inrocks[4] : « L’un des héros pop anglais  n’a rien changé de ses gracieuses habitudes. […] Aucune révolution à attendre ici, Bill Pritchard restant attaché à ses lanternes de mélodiste ourlé, variant simplement les plaisirs entre pop-songs vivifiantes (Saturn and Co. et, écho à son tube de 89 Tommy & Co : Heaven), folk humaniste (Mother Tongue) et ballades calfeutrées (September Haze), ce qui suffit amplement à notre bonheur ».
- (en) Something Else![5],[2] : « Mother Town Hall, dernier album de l'auteur-compositeur-interprète et multi-instrumentiste britannique, fait encore une fois l'intoxicante démonstration de jeux de mots plein d'esprit et d'un sens musical policé.
Bill béni interprète de sa voix lisse et élégante des chansons à l'esthétisme empreint d'un remarquable charme et de convictions. De larges passages de piano, des cuivres majestueux et des guitares scintillantes baignent cet album où miroitent la vie, l'amour et les rires. Hormis les belles sonorités constituant Mother Town Hall, portez votre d'attention aux paroles et vous serez invité à une coterie de personnalités intéressantes et colorées.
Tanguant et roulant avec ses cordes retentissantes et ses croches généreuses et vives, Heaven est une pop cousue d'or, Victorious bat comme le clip d'un spectacle funky et My First Friendship est tout en textures douces et étouffantes. Une pop mignonne et insouciante imprègne Mont St. Michel tandis que The Lamplighter est d'une humeur changeante avec à son apogée un écrasant chant funèbre néo psychédélique
Déferlant et plongeant avec des mélodies électriques et d'imaginatifs pics et courbes, Mother Town Hall est absolument à couper le souffle. […] Classieux, mais sérieux, l'album entrelace les recherches d'une production majestueuse avec un feeling maison autant extravagant que séduisant. Bien que Bill Pritchard opère clairement selon ses propres règles, si vous aimez des artistes comme The Kinks, David Bowie, Elvis Costello et Richard Hawley, Mother Town Hall vous séduira certainement ».
- (en) Peek A Boo Music Magazine.be[6],[2] : « Mother Town hall est centré sur sa ville de résidence Stoke-on-Trent, Cobridge (en) obtient une mention. L'album a notamment été enregistré à Burslem et certains personnages dont il est question sont sans doute inspirés par quelques-uns de ses habitants.
Mother Town Hall est en grande partie du pur Pritchard. Les histoires abondent, des chœurs follement mémorables et une orchestration luxuriante concourent à retrouver le meilleur de ce qui a été fait dans son album Jolie (1991). Le titre d'ouverture Saturn and Co. parle des voitures de sport au top, les lunettes rétro et de signes d'assentiment aux temples et au temps des lilas, tandis que Mont St. Michel recueillera vraisemblablement de l'autre côté de la Manche presque toutes les faveurs des fans de l'enthousiaste francophile Pritchard.
Une vive pop métallique abonde dans le resplendissant 15A Holy Street et dans l'alerte Heaven, mais la vraie pierre précieuse est l'infectieux Victorious, le genre de chanson dont vous souhaiteriez que nos ondes hertziennes soient remplies à la place des prétentieuses banalités d'aujourd'hui. Quant à September Haze, vous jureriez que vous connaissiez cet air depuis la première fois où vous l'avez entendu il y a des années, selon son hypnotique pouvoir.
Douze chansons produites simplement et aucun bouche trou parmi elles, pourquoi Bill Pritchard n'est-il toujours pas très connu ? »